# Đường cao tốc Cao Bồ – Mai Sơn
Đường cao tốc Cao Bồ – Mai Sơn (ký hiệu toàn tuyến là CT.01) là một đoạn đường cao tốc thuộc hệ thống đường cao tốc Bắc – Nam phía Đông đi qua địa phận tỉnh Ninh Bình.

## Quy hoạch
Thực tế điểm cuối của đường cao tốc Cầu Giẽ – Ninh Bình ban đầu khi xây dựng xong nằm trên quốc lộ 10, tại nút giao Cao Bồ (Nam Định cũ) ở km 260, chưa tới địa phận tỉnh Ninh Bình. Đoạn từ Cao Bồ qua thành phố Hoa Lư tới địa phận xã Mai Sơn (Yên Mô) đã được tách ra thành dự án đường nối cao tốc Cầu Giẽ – Ninh Bình với Quốc lộ 1 do tỉnh Ninh Bình làm chủ đầu tư giai đoạn 2012 – 2017 và dự án thành phần đầu tư xây dựng đoạn Cao Bồ – Mai Sơn thuộc Dự án xây dựng một số đoạn đường bộ cao tốc trên tuyến cao tốc Bắc – Nam phía Đông giai đoạn 2017 – 2020.

## Vị trí
Tuyến cao tốc có tổng chiều dài 15 km, điểm đầu tại nút giao Cao Bồ (xã Ý Yên, Ninh Bình) giao với Quốc lộ 10, kết nối với đường cao tốc Cầu Giẽ – Ninh Bình và điểm cuối tại nút giao Mai Sơn (phường Yên Thắng, Ninh Bình), nối tiếp với đường cao tốc Mai Sơn – Quốc lộ 45 và trong tương lai là đường cao tốc Ninh Bình – Hải Phòng.

## Thiết kế
Giai đoạn 1, tuyến đường khai thác với 4 làn xe không có làn dừng khẩn cấp, bố trí một số điểm dừng khẩn cấp tại đoạn vuốt nối đường đầu cầu của các cầu Nam Bình, cầu Đông Thịnh, cầu Mai Sơn ở cả 2 chiều và vị trí hầm chui dân sinh (theo hướng Nam – Bắc); một số cầu vượt trên tuyến được thiết kế 4 làn xe và không có dải phân cách ở giữa (riêng với cầu Nam Bình, cầu Đông Thịnh và cầu Mai Sơn được thiết kế 6 làn xe), vận tốc tối đa 80 km/h. Giai đoạn hoàn chỉnh sẽ có quy mô 6 làn xe, 2 làn dừng khẩn cấp, vận tốc thiết kế 120 km/h.

## Xây dựng

### Thi công
Công trình có tổng mức đầu tư hơn 1.162 tỷ đồng, được khởi công vào tháng 12 năm 2019 và được thông xe vào ngày 4 tháng 2 năm 2022. Đoạn từ đường dẫn phía Nam cầu Nam Bình đến nút giao Cao Bồ của đường cao tốc này trước đây là đường nối cao tốc Cầu Giẽ – Ninh Bình với Quốc lộ 1, được khởi công xây dựng vào ngày 30 tháng 3 năm 2012 và đưa vào sử dụng từ ngày 30 tháng 6 năm 2015.

### Mở rộng
Bộ GTVT đã phê duyệt chủ trương đầu tư mở rộng tuyến cao tốc Bắc – Nam phía Đông đoạn Cao Bồ – Mai Sơn lên quy mô 6 làn xe hoàn chỉnh với tổng mức đầu tư gần 2.000 tỷ đồng. Tuyến đường sẽ được đầu tư mở rộng lên 6 làn xe thay vì quy mô 4 làn xe hạn chế như hiện nay. Bề rộng công trình cầu phù hợp với khổ nền đường. Sơ bộ tổng mức đầu tư dự án là hơn 1.995 tỷ đồng sử dụng nguồn vốn ngân sách Trung ương. Trong đó, giai đoạn 2021 – 2025 dự kiến bố trí 1.200 tỷ đồng từ nguồn tăng thu ngân sách trung ương năm 2022. Giai đoạn 2026 – 2030 dự kiến bố trí hơn 795 tỷ đồng. Dự án mở rộng cao tốc Cao Bồ – Mai Sơn đã được khởi công vào ngày 7 tháng 3 năm 2025, dự kiến hoàn thành trong năm 2026.

## Chi tiết tuyến đường

Bảng thông tin tốc độ cao tốc

### Làn xe
- 4 làn xe, có điểm dừng khẩn cấp
- Cầu Nam Bình, cầu Đông Thịnh và cầu Mai Sơn: 6 làn xe

### Chiều dài
- Toàn tuyến: 15 km

### Tốc độ giới hạn
- Tối đa: 80 km/h, Tối thiểu: 60 km/h

## Lộ trình chi tiết
- IC - Nút giao, JCT - Điểm lên xuống, SA - Khu vực dịch vụ (Trạm dừng nghỉ), TN - Hầm đường bộ, TG - Trạm thu phí, BR - Cầu
- Đơn vị đo khoảng cách là km.

| Số                                                       | Tên                                                     | Khoảng cách từ đầu tuyến                                | Kết nối                                                 | Ghi chú                                                                  | Vị trí                                                  | Vị trí                                                  |
| Kết nối trực tiếp với Đường cao tốc Cầu Giẽ – Ninh Bình  | Kết nối trực tiếp với Đường cao tốc Cầu Giẽ – Ninh Bình | Kết nối trực tiếp với Đường cao tốc Cầu Giẽ – Ninh Bình | Kết nối trực tiếp với Đường cao tốc Cầu Giẽ – Ninh Bình | Kết nối trực tiếp với Đường cao tốc Cầu Giẽ – Ninh Bình                  | Kết nối trực tiếp với Đường cao tốc Cầu Giẽ – Ninh Bình | Kết nối trực tiếp với Đường cao tốc Cầu Giẽ – Ninh Bình |
| -------------------------------------------------------- | ------------------------------------------------------- | ------------------------------------------------------- | ------------------------------------------------------- | ------------------------------------------------------------------------ | ------------------------------------------------------- | ------------------------------------------------------- |
| 1                                                        | IC Cao Bồ                                               | 260.2                                                   | Quốc lộ 10                                              | Đầu tuyến đường cao tốc Đang thi công mở rộng                            | Ninh Bình                                               | Ý Yên                                                   |
| BR                                                       | Cầu Cao Bồ                                              | ↓                                                       |                                                         | Vượt Quốc lộ 10 và Đường sắt Bắc Nam Đang thi công mở rộng               | Ninh Bình                                               | Ý Yên                                                   |
| BR                                                       | Cầu Nam Bình                                            | ↓                                                       |                                                         | Vượt sông Đáy                                                            | Ninh Bình                                               | Ranh giới Ý Yên – Đông Hoa Lư                           |
| BR                                                       | Cầu vượt Quốc lộ 10                                     | ↓                                                       |                                                         | Vượt Quốc lộ 10 Đang thi công mở rộng                                    | Ninh Bình                                               | Đông Hoa Lư                                             |
| 2                                                        | IC Khánh Hòa                                            | 268.7                                                   | Đường Trần Nhân Tông                                    | Đang thi công mở rộng                                                    | Ninh Bình                                               | Đông Hoa Lư                                             |
| SA                                                       | Trạm dừng nghỉ Xuân Khiêm                               | 270.1                                                   |                                                         |                                                                          | Ninh Bình                                               | Nam Hoa Lư                                              |
| BR                                                       | Cầu Đông Thịnh                                          | ↓                                                       |                                                         | Vượt sông Vạc                                                            | Ninh Bình                                               | Ranh giới Đông Hoa Lư – Nam Hoa Lư                      |
| BR                                                       | Cầu Mai Sơn                                             | ↓                                                       |                                                         | Vượt Quốc lộ 1 và Đường sắt Bắc Nam                                      | Ninh Bình                                               | Yên Thắng                                               |
| 3                                                        | IC Mai Sơn                                              | 275.3                                                   | Quốc lộ 1 (Đường tránh Ninh Bình – Đường tỉnh 491)      | Cuối tuyến đường cao tốc Kết nối với Đường cao tốc Ninh Bình – Hải Phòng | Ninh Bình                                               | Yên Thắng                                               |
| Kết nối trực tiếp với Đường cao tốc Mai Sơn – Quốc lộ 45 |                                                         |                                                         |                                                         |                                                                          |                                                         |                                                         |
| 1.000 mi = 1.609 km; 1.000 km = 0.621 mi                 |                                                         |                                                         |                                                         |                                                                          |                                                         |                                                         |